# Jamie Heaslip

a Compétitions nationales et continentales officielles uniquement.

b Matchs officiels uniquement.
Dernière mise à jour le 25 février 2018.
James Peter Richard Heaslip ou plus simplement Jamie Heaslip, né le 15 décembre 1983 à Tibériade (Israël), est un joueur international irlandais de rugby à XV, évoluant au poste de troisième ligne centre (1,93 m et 109 kg).

## Carrière
Son père, le brigadier General Richard Heaslip, est militaire, ce qui explique sa naissance en Israël.
Il a eu sa première cape internationale à l’occasion d’un test match le 3 juin 2006 contre l'équipe des États-Unis : sélection pour l'Irlande A.
Il est le 1 000e joueur de rugby à porter la tunique verte de la sélection irlandaise.
Il se signale notamment lors du Tournoi des six nations 2009 en marquant un magnifique essai contre le XV de France en effectuant un cadrage débordement digne d'un 3/4 sur l'arrière français Clément Poitrenaud avant d'aller conclure dans l'en-but.
Jamie Heaslip joue avec Leinster Rugby en Coupe d'Europe et en Celtic league.
Le 19 mars 2011, il remporte avec l'équipe d'Irlande la dernière rencontre du tournoi des six nations 2011 face à l'Angleterre. Ce succès, de très belle facture, net (24-8) et engagé permet aux Irlandais de finir 3e du tournoi.
Le 14 février 2017, la fédération irlandaise annonce sa prolongation de contrat jusqu'en 2019, soit juste après la Coupe du monde au Japon. Il continuera d'évoluer au sein de la province du Leinster.
À la suite d'une longue blessure au dos, il annonce sa retraite sportive le 26 février 2018,.

## Palmarès

### En club
- Vainqueur de la Celtic League en 2008
- Vainqueur du Pro12 en 2013 et 2014
- Vainqueur de la Coupe d'Europe en 2009, 2011 et 2012
- Vainqueur du Challenge européen en 2013

### En équipe nationale
Jamie Heaslip compte 95 sélections avec l'Irlande depuis sa première sélection le 26 novembre 2006 contre les Pacific Islanders. Il inscrit treize essais, soit 65 points.
Il obtient douze sélections en tant que capitaine
Jamie Heaslip participe à deux éditions de la Coupe du monde, participant à l'ensemble des rencontres disputées par sa sélection lors de celles-ci. En 2011, il affronte les États-Unis, l'Australie, la Russie, l'Italie et le pays de Galles. En 2015, il joue contre le Canada, la Roumanie, l'Italie et la France et l"Argentine.
| Édition               | Rang               | Résultats Irlande | Résultats Heaslip | Matches Heaslip |
| --------------------- | ------------------ | ----------------- | ----------------- | --------------- |
| Nouvelle-Zélande 2011 | Quart de finaliste | 4 v, 0 n, 1 d     | 4 v, 0 n, 1 d     | 5/5             |
| Angleterre 2015       | Quart de finaliste | 4 v, 0 n, 1 d     | 4 v, 0 n, 1 d     | 5/5             |

Légende : v = victoire ; n = match nul ; d = défaite.
Jamie Heaslip remporte à trois reprises le Tournoi des Six Nations, en 2009 année où le XV d'Irlande réalise le Grand Chelem, et en 2014, 2015. Il remporte également la Triple Couronne en 2009.
Dans le cadre de cette compétition, il dispute 46 rencontres en dix éditions, dont 44 en tant que titulaire, pour un bilan de 25 victoires, 18 défaites et trois nuls. Sur le plan personnel, il inscrit neuf essais pour un total de 45 points.
| Édition                      | Rang | Résultats Irlande | Résultats Heaslip | Matches Heaslip |
| ---------------------------- | ---- | ----------------- | ----------------- | --------------- |
| Tournoi des Six Nations 2008 | 4e   | 2 v, 0 n, 3 d     | 2 v, 0 n, 3 d     | 5/5             |
| Tournoi des Six Nations 2009 | 1er  | 5 v, 0 n, 0 d     | 5 v, 0 n, 0 d     | 5/5             |
| Tournoi des Six Nations 2010 | 2e   | 3 v, 0 n, 2 d     | 3 v, 0 n, 2 d     | 5/5             |
| Tournoi des Six Nations 2011 | 3e   | 3 v, 0 n, 2 d     | 2 v, 0 n, 2 d     | 4/5             |
| Tournoi des Six Nations 2012 | 3e   | 2 v, 1 n, 2 d     | 2 v, 1 n, 2 d     | 5/5             |
| Tournoi des Six Nations 2013 | 5e   | 1 v, 1 n, 3 d     | 1 v, 1 n, 3 d     | 5/5             |
| Tournoi des Six Nations 2014 | 1er  | 4 v, 0 n, 1 d     | 4 v, 0 n, 1 d     | 5/5             |
| Tournoi des Six Nations 2015 | 1re  | 4 v, 0 n, 1 d     | 2 v, 0 n, 1 d     | 3/5             |
| Tournoi des Six Nations 2016 | 3e   | 2 v, 1 n, 2 d     | 2 v, 1 n, 2 d     | 5/5             |
| Tournoi des Six Nations 2017 | 3e   | 3 v, 0 n, 2 d     | 2 v, 0 n, 2 d     | 4/5             |

Légende : v = victoire ; n = match nul ; d = défaite ; la ligne est en gras quand il y a Grand Chelem.
Jamie Heaslip participe à deux tournées des Lions britanniques et irlandais, en 2009 en Afrique du Sud et en 2013 en Australie. Lors de la tournée de 2009, il dispute six rencontres, dont les trois tests face aux Sprinboks, inscrivant également un essai contre les Natal Sharks. En 2013, il dispute les deux premiers tests face aux Wallabies. Il dispute quatre autres rencontres, dont le premier match face aux Barbarians, inscrivant également un essai face à la Western Force. Au total, il dispute douze rencontres sous le maillot rouge des Lions, inscrivant 10 points, 2 essais.